# Свиленград (община)
Свиленград (болг. Община Свиленград) — община в Болгарии. Входит в состав Хасковской области. Население составляет 25 615 человек (на 21.07.05 г.).
Административный центр общины в городе Свиленграде. Кмет общины Свиленград — Георги Стоянов Манолов по результатам выборов 2007 года в правление общины.

## Состав общины
В состав общины входят следующие населённые пункты:
1. Варник
2. Генералово
3. Дервишка-Могила
4. Димитровче
5. Капитан-Андреево
6. Костур
7. Левка
8. Лисово
9. Маточина
10. Мезек
11. Михалич
12. Младиново
13. Момково
14. Мустрак
15. Пашово
16. Пыстрогор
17. Равна-Гора
18. Райкова-Могила
19. Свиленград
20. Сива-Река
21. Сладун
22. Студена
23. Штит

## Транспорт
Общину с северо-запада на юго-восток пересекает автомагистраль E 80 (E 85) и железнодорожная линия София — Пловдив — Свиленград — Стамбул.